# Paula Myllyoja
Paula Myllyoja (20 maggio 1984) è una calciatrice finlandese, portiere della nazionale finlandese.

## Biografia
Nel 2007 a Myllyoja, all'epoca ventiduenne, mentre fa la pendolare tra Nokia, dove insegna educazione fisica, e Tampere, città sede del Ilves, dove gioca come portiere, ebbe un malore a causa di un'emorragia cerebrale, rivelatasi poi sintomo di una leucemia che l'avrebbe come minimo allontanata dall'attività agonistica. Dopo la diagnosi, i successivi sei mesi si sottopose a cinque cicli di chemioterapia, e nonostante la debilitazione e le perplessità del personale medico che l'aveva in cura decise di ritornare gradualmente alla forma fisica per riprendere a calcare i terreni di gioco. Dopo due anni e mezzo di scrupolosi controlli e dopo aver già ripreso a giocare i medici ritennero conclusa la sua competa riabilitazione e sconfitta la malattia.

## Carriera

### Club
Myllyoja ha giocato tutta la prima parte della carriera nel suo paese natale, vestendo le varie maglie nel campionato finlandese femminile di calcio di MimmiFutis (KMF) a Kuopio, FC United a Jakobstad, Ilves a Tampere, PK-35 Vantaa a Vantaa, Honka a Espoo e Åland United a Lemland, vincendo tre volte il titolo nazionale con il PK-35, nel 2014 e nel 2015, e con l'Honka, nel 2017.
Nell'agosto 2019 Myllyoja decide di affrontare il suo primo campionato estero, scegliendo quello italiano, sottoscrivendo un contratto con il Pink Sport Time, di Bari, dalla stagione entrante, chiamata a sostituire la giovane Roberta Aprile passata all'Inter.
Scesa in campo come titolare a disposizione del tecnico Domenico Caricola fin dalla 1ª giornata di campionato, condivide con le compagne la difficile stagione che vede la Pink lottare per la salvezza, mantenendo la 10ª posizione fino alla sospensione del campionato, poi definitiva, a seguito delle restrizioni per la dilagante pandemia di COVID-19. Rimasta in organico anche la stagione successiva, sotto la guida di Cristiana Mitola, che aveva rilevato Caricola nell'ultima partita dello campionato precedente, si alterna tra i pali con la giovanissima Rebecca Di Fronzo, cercando di contribuire all'ennesima salvezza dell'unica squadra rimasta a rappresentare il meridione d'Italia. Le prestazioni complessive della Pink non consentirono alla squadra di trovare un'adeguata competitività che, con 21 sconfitte consecutive e rimasta al 12º e ultimo posto da metà campionato, non riesce ad evitare la retrocessione. Alla fine della stagione Myllyoja dai suoi canali social annuncia la sua decisione di lasciare la società.
A fine agosto viene annunciata il suo trasferimento all'Espanyol, neoretrocesso in Segunda División sostituendo la statunitense Kelsey Dossey che lascia la società dopo due stagioni.

### Nazionale
Myllyoja approda alla nazionale finlandese nel 2018, all'età di 34 anni, chiamata dalla ct Anna Signeul in occasione della seconda edizione del torneo delle quattro nazioni di quell'anno, debuttando l'8 ottobre nell'incontro pareggiato a reti involate con il Portogallo. In seguito Signeul la convoca più volte come vice della titolare Tinja-Riikka Korpela, sia in occasione della Cyprus Cup 2019 e 2020, per lei una presenza in entrambe le edizioni, sia in occasione di amichevoli e nelle qualificazioni all'Europeo di Inghilterra 2022, festeggiando con le compagne l'accesso alla fase finale. Nel giugno 2021 il tecnico scozzese, dovendo rinunciare a Korpela per le non buone condizioni fisiche, la promuove portiere titolare nei due incontri amichevoli con Polonia e Russia.

## Palmarès
- Campionato finlandese: 3

PK-35 Vantaa: 2014, 2015
Honka: 2017
- Coppa di Finlandia: 1

PK-35 Vantaa: 2013